# Bogaras (Zenta)
Bogaras (szerbül Богараш / Bogaraš) település Szerbiában, a Vajdaságban, az Észak-bánsági körzetben, Zenta községben.

## Népesség

### Demográfiai változások
| 1948 | 1953 | 1961 | 1971 | 1981 | 1991 | 2002 |
| ---- | ---- | ---- | ---- | ---- | ---- | ---- |
| 568  | 626  | 515  | 506  | 1005 | 822  | 724  |